# Impasse Saint-Claude
Impasse Saint-Claude är en återvändsgata i Quartier des Archives i Paris tredje arrondissement. Gatan är uppkallad efter den helige biskopen Claude av Besançon (död 699). Impasse Saint-Claude börjar vid Rue Saint-Claude 14.

## Omgivningar
- Saint-Denys-du-Saint-Sacrement
- Rue Sainte-Anastase
- Rue du Roi-Doré
- Rue Debelleyme

## Bilder
| - Den helige Claude av Besançon. - Gatuskylt. - Saint-Denys-du-Saint-Sacrement. - Kyrkans klocktorn fotograferat från Impasse Saint-Claude. |

## Kommunikationer
- Tunnelbana – linje  – Saint-Sébastien – Froissart
- Busshållplats Saint-Claude – Paris bussnät, linje 96

### Webbkällor
- ”Impasse Saint-Claude”. Mairie de Paris. https://web.archive.org/web/20150910065604/http://www.v2asp.paris.fr/commun/v2asp/v2/nomenclature_voies/Voieactu/8800.nom.htm. Läst 18 oktober 2023.
- ”Impasse Saint-Claude (3ème arrondissement)”. Les rues de Paris. https://web.archive.org/web/20190929132003/http://www.parisrues.com/rues03/paris-03-impasse-saint-claude.html. Läst 18 oktober 2023.